# Luigi Scaffai
Luigi Scaffai (18 agosto 1837 – 1899) è stato un pittore italiano.

## Biografia
Studiò all'Accademia di Belle Arti di Firenze e risiedette gran parte della sua vita nella stessa città. Dipinse vari soggetti, ma principalmente dipinti di genere, per lo più venduti a stranieri. Tra le sue opere: Il fumatore in erba, Il piccolo fumatore, Tu brucerai!, Genio precocci, Genio nascente, L'allievo del cacciatore, La nonna, L'assaggio del vino, Divertimento infantile, La disposizione alla musica, Lezione di tamburo, Pioggia artificiale, Il bacio della mamma, I maccheroni, Un frate scultore, Un frate musicante, Un medico d'occasione e Un duello incruento.